# Атака дронів 28 травня 2023
Ма́сова ата́ка іранськими дро́нами-каміка́дзе сталася у неділю 28 травня 2023 року, починаючи від 00:20 години ночі за київським часом. Атака здійснена ЗС РФ під час повномасштабного вторгнення до України. За міжнародним законом є воєнним злочином за статтею про порушення методів та засобів ведення війни.

## Атака та наслідки
Під час атаки сили протиповітряної оборони України збили 52 російських безпілотників-камікадзе іранського виробництва Shahed-131/136. Цілями атаки були об'єкти енергетичної інфраструктури. У наслідок атаки постраждалих не було, були пошкодження об'єктів інфраструктури у Житомирі.